# Benedikt Brückner
Benedikt Brückner (* 1. Januar 1990 in Marktoberdorf) ist ein ehemaliger deutscher Eishockeyspieler, der im Verlauf seiner aktiven Karriere zwischen 2005 und 2024 unter anderem 537 Spiele für die Straubing Tigers, Schwenninger Wild Wings und den EHC Red Bull München in der Deutschen Eishockey Liga (DEL) auf der Position des Verteidigers bestritten hat. Darüber hinaus absolvierte Brückner annähernd 250 weitere Partien in der zweithöchsten deutschen Spielklasse.

## Karriere

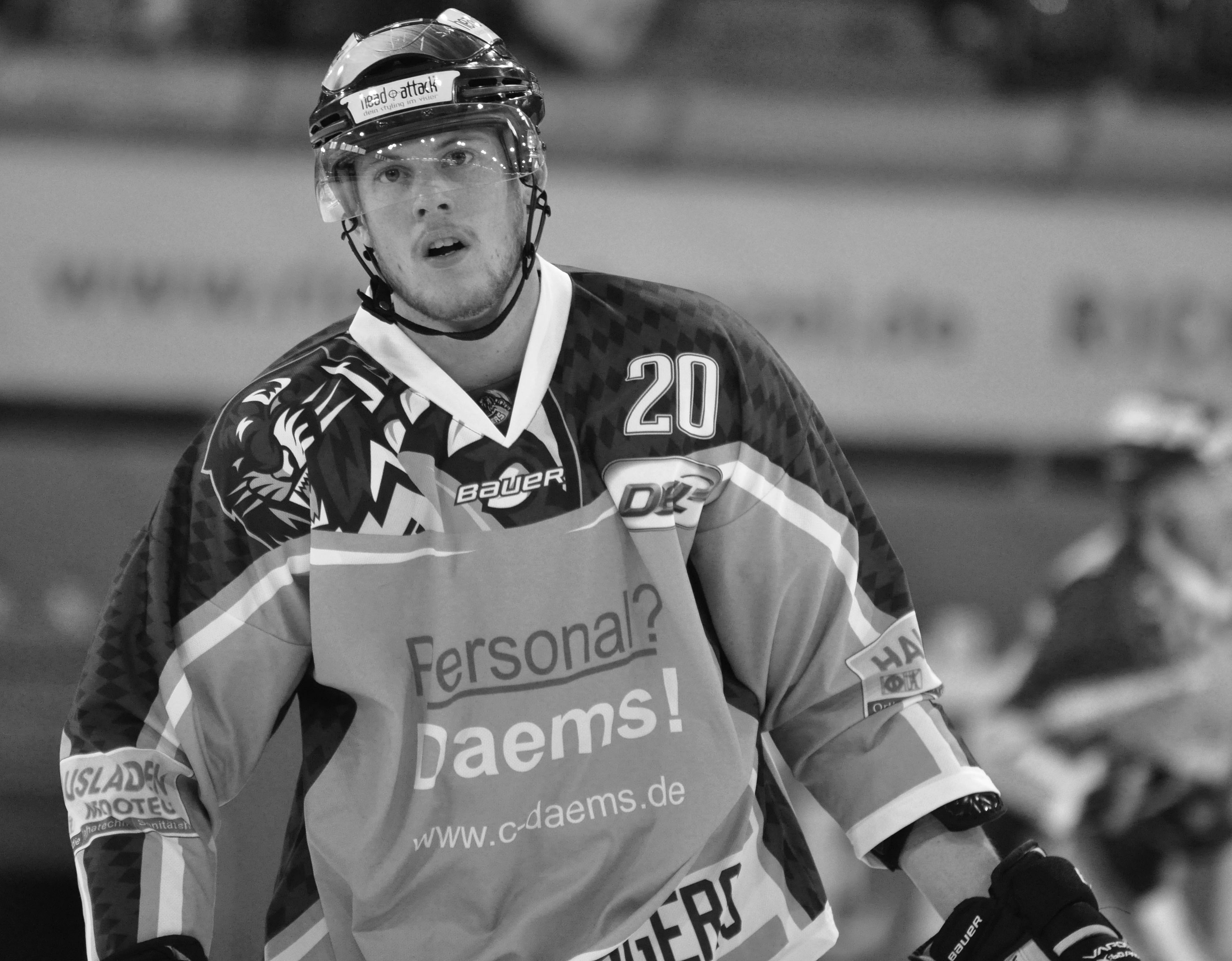
Brückner im Trikot der Straubing Tigers (2012).

Brückner spielte zunächst für den ESV Kaufbeuren in der Schüler- und Jugend-Bundesliga, ehe er ab 2005 für die Jungadler Mannheim in der Deutschen Nachwuchsliga (DNL) antrat und dort in den Jahren 2006 und 2008 Deutscher Nachwuchs-Meister wurde. Außerdem konnte der 1,85 m große Verteidiger mit zwölf Punkten in acht Spielen Topscorer der DNL-Playoffs 2007/08 werden. Bereits in der dieser Spielzeit wurde der Linksschütze erstmals bei den Heilbronner Falken, dem Kooperationspartner der Adler Mannheim, in der 2. Bundesliga eingesetzt. Ab der Saison 2008/09 stand Brückner regelmäßig für die Falken auf dem Eis. In der Saison 2008/09 debütierte der Verteidiger bei Adler Mannheim in der Deutschen Eishockey Liga (DEL).
Im Februar 2010 wurde der Verteidiger von den Straubing Tigers aus der DEL verpflichtet und mit einem Vertrag über zwei Spielzeiten – mit vereinsseitiger Option auf ein drittes Jahr – ausgestattet. Nachdem Brückner zu Beginn der Saison als überzähliger Verteidiger wenig Eiszeit erhalten hatte, wurde er mit einer Förderlizenz des ESV Kaufbeuren ausgestattet, wodurch er zusätzlich in der 2. Bundesliga spielberechtigt war. Im Sommer 2013 verließ Brückner die Tigers und spielte in den folgenden zwei Spielzeiten für den EHC Red Bull München, ehe er im März 2015 einen Vertrag für die folgende Spielzeit bei den Schwenninger Wild Wings unterschrieb.
Nach sechs Jahren und 270 DEL-Partien für die Wild Wings erhielt Brückner nach der Saison 2020/21 keine Vertragsverlängerung und wechselte daher im Mai desselben Jahres zum EV Landshut in die DEL2. Sein zunächst auf zwei Jahre ausgelegter Vertrag wurde im April 2023 um eine weitere Spielzeit verlängert. Nach der Saison 2023/24 beendete der 34-Jährige seine aktive Karriere.

### International
Mit der deutschen U18-Nationalmannschaft bestritt Benedikt Brückner die U18-Junioren-Weltmeisterschaften der Jahre 2007 und 2008. In insgesamt zwölf Spielen der U18-Spielklasse erzielte er zwei Assists. Ab 2008 war er Stammspieler der deutschen U20-Auswahl und nahm mit dieser an der U20-Junioren-Weltmeisterschaft 2009 sowie – nach dem Abstieg im Vorjahr – der U20-Junioren-Weltmeisterschaft der Division I 2010 teil. Dort fungierte er als Mannschaftskapitän, während der Mannschaft der direkte Wiederaufstieg gelang.
In der Spielzeit 2010/11 debütierte Brückner in der deutschen A-Nationalmannschaft und gehörte in den folgenden acht Spielzeiten zum Kader. An einem internationalen Turnier nahm der Abwehrspieler in diesem Zeitraum bis 2018 jedoch nicht teil. Insgesamt absolvierte er 29 Länderspiele.

## Erfolge und Auszeichnungen
- 2006 DNL-Meister mit den Jungadler Mannheim
- 2008 DNL-Meister mit den Jungadler Mannheim
- 2010 Aufstieg in die Top-Division bei der U20-Weltmeisterschaft der Division I, Gruppe A

## Karrierestatistik

### International
Vertrat Deutschland bei:
- U18-Junioren-Weltmeisterschaft 2007
- U18-Junioren-Weltmeisterschaft 2008
- U20-Junioren-Weltmeisterschaft 2009
- U20-Junioren-Weltmeisterschaft der Division I 2010

(Legende zur Spielerstatistik: Sp oder GP = absolvierte Spiele; T oder G = erzielte Tore; V oder A = erzielte Assists; Pkt oder Pts = erzielte Scorerpunkte; SM oder PIM = erhaltene Strafminuten; +/− = Plus/Minus-Bilanz; PP = erzielte Überzahltore; SH = erzielte Unterzahltore; GW = erzielte Siegtore; 1 Play-downs/Relegation; Kursiv: Statistik nicht vollständig)